# Викторијанска кухиња
Викторијанска кухиња (енгл. Victorian cuisine) начин је кувања који је био широко распрострањен у Енглеској током викторијанске ере (од 20. јуна 1837. до краљичине смрти 22. јануара 1901. године).

## Претеча
Постојале су две наизглед неспојиве идеје о улози жена у Викторијанском друштву: „Нове жене“ које су тежиле већем учешћу у јавном животу и биле у супротности са традиционалним идеалом женствености, и „Анђео куће“, који је ограничавао улогу жене у друштву на домаћинство. Упркос рестриктивности традиционалних концепата женствености, нису све жене поздравиле филозофију „Нових жена“, неке од њих видећи тежњу за политичким циљевима као вулгарну, и уместо тога више воле да утирају друге путеве женама да траже сопствени избор. Водеће спаситељице као Елизабет Робинс Пенел, било је веровање да жене не би требало да напусте своју традиционалну улогу у кухињи, коју друштво треба да посматра не као пуку неозбиљност, већ као инхерентно вредну потрагу достојну поштовања.
Пенел је настојала да преуреди култ домаће женствености, прописно издижући кување из појма муке телесног рада, охрабрујући жене да постану креативне у кухињи. Она је посматрала кување као „врхунски облик уметности“, вредан генија, дивљења и поштовања. Са новим, позитивним ставом да је „кување била висока уметност којом су се бавили генији“, жене из средње и више класе викторијанског доба су по први пут почеле да изражавају своју кулинарску креативност, баш као што су мушки уметници то одувек могли да раде.

## Вечера код куће
Многа викторијанска јела су се служила код куће као породична јела, а припремали су их кувари и слуге који су проучавали француске и италијанске куваре. Доручак средње и више класе обично се састојао од каше, јаја, рибе и сланине. Јело се заједно, у кругу породице. За недељни ручак се служило месо, кромпир, поврће и сос.
У богатим британским домовима, обичаји у трпезарији налагали су одговарајућу гардеробу, која је постајала све лепша како је дан одмицао, са различитом гардеробом за доручак и ручак, затим одором за чај, са најсјајнијом резервисаном одећом за вечеру. Породични оброци су постали уобичајени догађаји, који су повезивали удобност дома са овом новопризнатом уметничком формом. Нису сви били љубитељи викторијанске кухиње. Британски кувари попут госпође А. Б. Маршал подстицали су кување и мењање хране до те мере да је храна губила свој првобитни облик и укус. Викторијанска Енглеска постала је позната широм Европе по својој бљутавој и неукусној храни, али су многе домаћице кувале на овај начин, јер је то био најбезбеднији начин припреме хране пре хлађења.
Викторијански доручак је обично подразумевао јак оброк: кобасице, конзервирану храну, шунку и јаја, сервиране са пецивима. Обичај вечерњег чаја који се служи пре вечере, са млеком и шећером, постао је утемељен у Британији почетком 19. века. На најлепшем порцулану уз чај, а понекад и алкохол, послужио би се избор чајних сендвича и кекса, пети фура, орашастих плодова и ушећереног воћа.
Вечеравање је посталo детаљно разрађен догађај који је захтевао планирање, као и одређене вештине. Одржавање елегантних вечера био је нови начин уздизања на друштвеној лествици аристократије у викторијанској Енглеској. Уместо кувара и слуга, жене из средње и високе класе почеле су саме да спремају компликована јела, како би задивиле чланове породице и госте. Ово је на крају претворило некада свакодневне задатке кувања и обедовања у креативна искуства.
Вечера је била најсложенији оброк са више јела: супа, печење или риба, поврће, пудинзи и слаткиши. Сир се служио на крају оброка, после десерта. Гостима су се обично нудили чај и колачићи после јела. Јеловник и упутство за планирање менија добили су на популарности. Оброк од три јела, на пример, може да почне супом и рибом, да се настави месом, печењем или паприкашем, затим дивљачи и пецивом, и заврши се салатама, сиром и алкохолом. Постављање стола било је важан део естетике трпезарије, укључујући скупо сребрно посуђе и порцелан, са стоним украсима од „стакла, платна, воћа, лишћа, цвећа, боја и светaла“.

## Краљевско домаћинство
Парижанин Алфонс Гуфе (1813—1907) постао је главни посластичар краљице Викторије. Његов брат, Жил Гуфе, написао је књигу рецепата Livre de Cuisine коју је Алфонс превео на енглески. Према пописној евиденцији, Гуфе је био ожењени посластичар који је живео у Бакингемској палати 1851. године. Пописни записи из 1861. године именују Алфонса као „главног кувара“ у палати Озборн на острву Вајт. Године 1871. Алфонс има 57 година и посластичар је у замку Виндзор.

## Празници
Обичај викторијанске Енглеске био је да се на Покладни уторак једу палачинке и уштипци у припреми за Велики пост (у Норичу су мале лепиње у облику капица замењене палачинкама). Традиционални хлеб за Велики петак биле су топле лепиње. У Пензансу, људи би се окупљали у локалним пабовима за празник Мајског ока, свирајући музику уз пиће. Касније увече би се окупљали по сеоским кућама да би јели воћни колач и пили џанкет—мешавину сировог млека, сиришта и шећера. Славске торте су прављене око Ноћи вештица, што се поклапа са завршетком сезоне сетве пшенице. У Шкотској и неким деловима Северне Енглеске, црни пудинг и кобасице припремали су се за Мартиње. Јоркширску божићну питу је Чарлс Елме Франкатели сматрао класичним божићним јелом.

## У књижевности
Храна и начин обедовања различитих друштвених класа у викторијанској Енглеској се појављују у књижевним делима Чарлса Дикенса, Ентонија Тролопа и Џејн Остин. У роману Велика очекивања, Дикенс препричава обичај свадбеног доручка (пошто су сва венчања у Енглеској до 1880-их законски била обавезна да се одржавају ујутру, такви „свадбени доручци” су постали уобичајени).